# Chlorodiellinae
De Chlorodiellinae zijn een onderfamilie van krabben (Brachyura) uit de familie Xanthidae.

## Geslachten
De Chlorodiellinae omvatten de volgende geslachten:
- Chlorodiella Rathbun, 1897
- Cyclodius Dana, 1851
- Liocarpilodes Klunzinger, 1913
- Luniella Lasley, Klaus & Ng, 2015
- Pilodius Dana, 1851
- Ratha Lasley, J. C. Y. Lai & Thoma, 2013
- Soliella Lasley, Klaus & Ng, 2015
- Sulcodius Clark & Ng, 1999
- Tweedieia Ward, 1934
- Vellodius Ng & Yang, 1998